# Communauté de communes du Canton d’Oust
Die Communauté de communes du Canton d’Oust in ein ehemaliger französischer Gemeindeverband mit der Rechtsform einer Communauté de communes im Département Ariège in der Region Okzitanien. Sie wurde am 12. Juli 2000 gegründet und umfasste acht Gemeinden. Der Verwaltungssitz befand sich im Ort Seix.

## Historische Entwicklung
Mit Wirkung vom 1. Januar 2017 fusionierte der Gemeindeverband mit 
- Communauté de communes de l’Agglomération de Saint-Girons,
- Communauté de communes du Bas Couserans,
- Communauté de communes du Canton de Massat,
- Communauté de communes du Castillonnais,
- Communauté de communes du Séronais 117,
- Communauté de communes de Val-Couserans sowie
- Communauté de communes du Volvestre Ariégeois

und bildete so die Nachfolgeorganisation Communauté de communes Couserans-Pyrénées.

## Ehemalige Mitgliedsgemeinden
1. Aulus-les-Bains
2. Couflens
3. Ercé
4. Oust
5. Seix
6. Sentenac-d’Oust
7. Soueix-Rogalle
8. Ustou